# Maximum Trance
Albums de MAX
Emotional History
(2001) Jewel of Jewels
(2006)
Compilations par MAX
Precious Collection
(2002)
Maximum Trance (titré en capitales : MAXIMUM TRANCE) est le deuxième album de remix de titres du groupe MAX.

## Présentation
L'album sort le 21 août 2002 au Japon sur le label Avex Trax, cinq mois après le précédent album du groupe, la compilation Precious Collection 1995-2002. Il atteint la 29e place du classement des ventes de l'Oricon, et reste classé pendant deux semaines. C'est alors l'album attribué au groupe à s'être le moins vendu.
L'album contient des versions remixées par divers DJ dans le genre Trance de treize titres du groupe, parus en single dans leurs versions d'origine. Une version disque vinyle ne contenant que quatre des titres (dont un dans une version rallongée) sortira en distribution limitée le 15 novembre 2002.
L'album fait partie d'une série d'albums de remix trance lancée par Avex Trax en 2001-2002, avec Cyber Trance presents ayu trance (remixes d'Ayumi Hamasaki), Global Trance et Global Trance 2 (de Globe), et ELT Trance (d'Every Little Thing).

## Liste des titres
(Pour les crédits et détails des titres, voir les articles de leurs disques d'origine)
| CD    | CD                                                                              | CD                          | CD    | CD | CD | CD | CD | CD | CD |
| No    | Titre                                                                           | Titre d'origine / Remixeurs | Durée |    |    |    |    |    |    |
| ----- | ------------------------------------------------------------------------------- | --------------------------- | ----- | -- | -- | -- | -- | -- | -- |
| 1.    | Give Me a Shake -Sunrise of Consuegra Mix- (Give me a Shake ...)                | 6e single / Orbitribe       | 8:27  |    |    |    |    |    |    |
| 2.    | Love Is Dreaming -Kenn Nagai Maximum Mix- (Love is Dreaming ...)                | 7e single / Kenn Nagai      | 4:51  |    |    |    |    |    |    |
| 3.    | Shinin' On - Shinin' Love -Dub's Pop Trance Vocal Remix-                        | 8e single / Dub Master X    | 5:18  |    |    |    |    |    |    |
| 4.    | Ride on Time -Love Machine Mix- (Ride on time -LOVE MACHINE MIX-)               | 10e single / Love Machine   | 5:39  |    |    |    |    |    |    |
| 5.    | Love Impact -Love Machine Mix- (Love impact -LOVE MACHINE MIX-)                 | 12e single / Love Machine   | 6:28  |    |    |    |    |    |    |
| 6.    | Ano Natsu e to -83key Remix- (あの夏へと -83key Remix-)                         | 13e single / 83key          | 6:41  |    |    |    |    |    |    |
| 7.    | Ginga no Chikai -Gigabreak Empire Mix- (銀河の誓い ...)                         | 14e single / Gigabreak      | 4:27  |    |    |    |    |    |    |
| 8.    | Spring Rain -Dancing in the Rain Edit- (Spring rain -dancing in the rain edit-) | 23e single / Minimalistix   | 4:13  |    |    |    |    |    |    |
| 9.    | Never Gonna Stop It -Huge the Shines 37 Mix- (Never gonna stop it ...)          | 16e single / Huge           | 6:20  |    |    |    |    |    |    |
| 10.   | Always Love -Birth Congratulation Mix- (always love -Birth congratulation mix-) | 19e single / T2ya           | 4:13  |    |    |    |    |    |    |
| 11.   | Perfect Love -Future Is Now Mix- (Perfect Love -Future is now mix-)             | 20e single / T2ya           | 5:15  |    |    |    |    |    |    |
| 12.   | Seventies -Mike Koglin Remix Edit- (Seventies -mike koglin remix edit-)         | 4e single / Mike Koglin     | 4:31  |    |    |    |    |    |    |
| 13.   | Issho ni... -DJ Remo-con Remix- (一緒に... -DJ Remo-con Remix-)                 | 15e single / DJ Remo-con    | 5:08  |    |    |    |    |    |    |
| 71:31 |                                                                                 |                             |       |    |    |    |    |    |    |

| A1.  | Issho ni... -DJ Remo-con Remix- (一緒に... ...)                  | 15e single / DJ Remo-con  |  |
| A2.  | Seventies -Mike Koglin Remix Edit- (Seventies ...)               | 4e single / Mike Koglin   |  |
| AA1. | Give Me a Shake -Sunrise of Consuegra Mix- (Give me a Shake ...) | 6e single / Orbitribe     |  |
| AA2. | Spring Rain -Dancing in the Rain Extended- (Spring rain ...)     | 23e single / Minimalistix |  |